# 國立羅東高級中學
國立羅東高級中學（簡稱羅東高中、羅高）為位於臺灣宜蘭縣羅東鎮的國立普通高中，隸屬「社區高中就近入學獎勵方案」，為宜蘭地區社區高中就近入學化推動的一員。

## 校史

### 日治時期
羅東高中的前身為日治時期的羅東農業實踐女學校，創立於1944年3月，初期暫時借用「臺北州立羅東曙國民學校」（今成功國小）的部分校舍上課

### 民國時期
- 1945年10月中華民國接管臺灣後，更名為「羅東女子家政學校」。
- 1946年3月，改制為「臺北縣立羅東初級中學」，並接收原日本人小學為校址（今「羅東國中」校址），同時增收男生。
- 1949年8月，初中辦學優異，獲縣府核准試辦高中部。
- 1950年8月，兼辦初中與高中而成為完全中學。同年10月宜蘭重新設縣，改稱「宜蘭縣立羅東中學」，為當時宜蘭地區設立的第三所完全中學，也是縣立中學當中第一個設立完全中學者。
- 1953年設立蘇澳分校
- 1956年設立三星、冬山及五結3個分校
- 1957年設立羅東分校（今宜蘭縣立東光國民中學）。各分校均僅設初中部，而校本部兼辦初中部、高中部。1958年8月，三星分校獨立為三星初級中學。1959年10月，冬山分校獨立為冬山初級中學。1960年，五結分校獨立為五結初級中學。1963年10月，羅東分校獨立為東光初級中學[2]。
- 1990年興建天文台並設置星象儀，為宜蘭縣第一所擁有星象儀的高級中等院校，加上天文社的成立，本校在2012年國際天文搜尋聯盟大賽中成為當時全國高中院校中發現小行星最多的學校。[3]
- 2000年2月，改隸教育部，並更名為「國立羅東高級中學」[2]。
- 2003年，成立數理實驗班，編為每年級十三班[4]
- 2017年12月，加入「社區高中就近入學獎勵方案」，成為宜蘭地區社區高中就近入學化推動的一員。[5]

### 歷任校長
女子實踐農校時期（日治時期）:
- 第一任：山田金盛（1944.03~1945.09）

縣立初級中學時期：
- 第一任：藍金鐘（1945.10~1946.02）
- 第二任：林其祥（1946.03~1946.09）
- 第三任：陳欽波（1946.10~1947.04）
- 第四任：吳祖型（1947.04~1948.09）

縣立完全中學時期:
- 第一任：司兆鵬（1948.10~1949.08）
- 第二任：吳祖型（1949.08~1954.05）
- 第三任：葉達光（1954.05~1947.08）
- 第四任：褚承志（1947.08~1968.01）

省立高級中學時期：
- 省高籌備主任：魏景嶷、吳學瓊（1968.02~1968.7，原省立宜蘭中學、省立蘭陽女子中學校長兼任）
- 第一任：褚承志（1968.08~1969.08）
- 第二任：傅元湘（1969.08~1977.07，開始實行獨招）
- 第三任：楊壽喬（1977.08~1982.07，省調宜蘭高中）
- 第四任：張石山（1982.07~1988.07，該校榮退）
- 第五任：徐文雄（1988.08~2000.07，該校榮退，在任內設置宜蘭縣第一個實驗班，期間大幅提升學校的競爭力）

國立高級中學時期：
- 第一任：吳清鏞（2000.08~2006.07，榮調宜蘭高中，羅高、宜中的第一任遴選校長，在宜蘭地區國立高中三校推行高中職社區化的理念，其構思雛型最初在該校提出）
- 第二任：游文聰（2006.08~2014.07，榮調陽明高中，因將羅高生命教育經驗用至陽明高中有成而得教育部特殊貢獻獎）
- 第三任：謝寶珠（2014.08~2022.07，屆齡退休）
- 第四任：曾璧光（2022.08～2024.08；原蘭陽女中校長調任）
- 第五任：張家豪（2024.08~，原宜蘭高中學務主任榮升）